# Simulium segusina
Simulium segusina es una especie de insecto del género Simulium, familia Simuliidae, orden Diptera.
Fue descrita científicamente por Couvert, 1968.